# Paweł Piwko

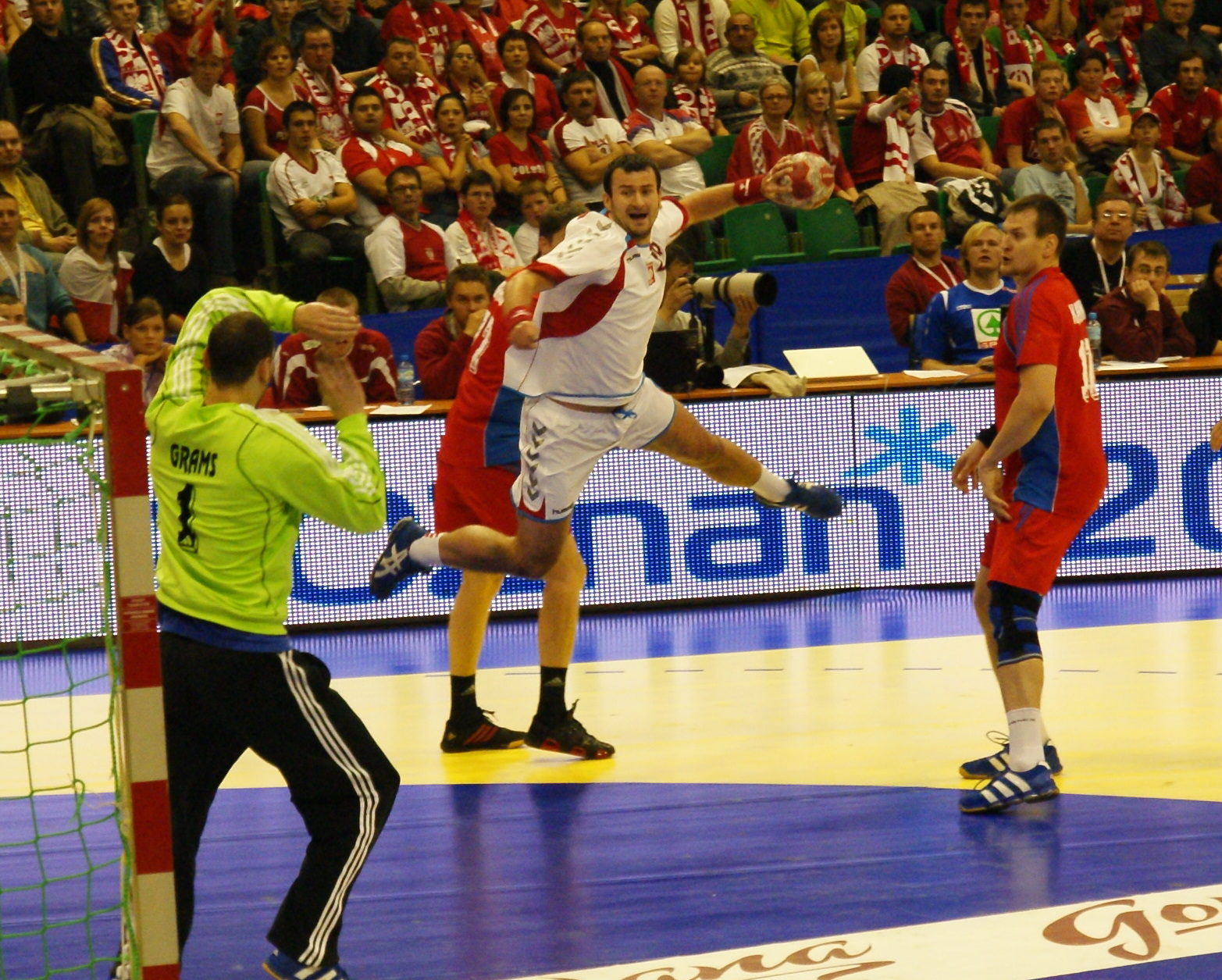
Paweł Piwko w ataku.

Paweł „Browar” Piwko (ur. 7 października 1982 w Dzierżoniowie) – polski piłkarz ręczny, występujący na pozycji prawoskrzydłowego. Były zawodnik Żagiew Dzierżoniów SMS Gdańsk, Śląsk Wrocław, Chrobry Głogów Vive Kielce i Siódemka Miedź Legnica. Obecnie trener młodzieżowy w Siódemka Miedź Legnica.

## Kariera
Urodził się w Dzierżonowie. Początkowo grał w piłkę nożną w miejscowej Lechii. W czwartej klasie podstawówki postanowił grać w piłkę ręczną.
Jest wychowankiem Żagwi Dzierżoniów. Reprezentował także barwy SMS-u Gdańsk i Śląska Wrocław, skąd przeniósł się do Chrobrego Głogów, a następnie do Vive Kielce. Występując w Chrobrym Głogów wywalczył Wicemistrzostwo Polski w sezonie 2005/2006. Będąc zawodnikiem Vive Kielce w latach 2008-2010 dwukrotnie zdobył tytuł Mistrza Polski oraz Puchar Polski. 11 czerwca 2010 roku podpisał dwuletni kontrakt z Miedzią Legnica.
Był również powoływany do kadry narodowej. Wywalczył awans do Letnich Igrzysk Olimpijskich w Pekinie.

## Osiągnięcia
- Złoty Medalista Mistrzostw Polski:  2009, 2010
- Srebrny Medalista Mistrzostw Polski:  2006
- Zdobywca Pucharu Polski:  2009, 2010

## Życie prywatne
Piwko ma narzeczoną, Katarzynę Kosiak.